# Cazalegas
Cazalegas – gmina w Hiszpanii, w prowincji Toledo, w Kastylii-La Mancha, o powierzchni 29,48 km². W 2011 roku gmina liczyła 1852 mieszkańców.